# Dąbrowy Świetliste koło Redzenia
Dąbrowy Świetliste koło Redzenia este o arie protejată (sit de importanță comunitară — SCI) din Polonia întinsă pe o suprafață de 44,29 ha, integral pe uscat.

## Localizare
Centrul sitului Dąbrowy Świetliste koło Redzenia este situat la coordonatele 51°43′40″N 19°56′28″E / 51.7279°N 19.9411°E.

## Înființare
Situl Dąbrowy Świetliste koło Redzenia a fost declarat sit de importanță comunitară în octombrie 2009 pentru a proteja 1 specie de plante.

## Biodiversitate
Situată în ecoregiunea continentală, aria protejată conține 2 habitate naturale: Păduri de stejar și carpen Galio-Carpinetum, Păduri stepice euro-siberiene cu Quercus spp..
La baza desemnării sitului se află o specie protejată de  plante: clopțelul cu frunze de crin (Adenophora lilifolia).